# Тархансько-Потьминське сільське поселення
Тарха́нсько-Потьми́нське сільське поселення (рос. Тарханско-Потьминское сельское поселение) — муніципальне утворення у складі Зубово-Полянського району Мордовії, Росія. Адміністративний центр — село Тарханська Потьма.

## Населення
Населення — 821 особа (2019, 1075 у 2010, 1285 у 2002).

## Склад
До складу поселення входять такі населені пункти:
| Населений пункт         | Населення, осіб (2002) | Населення, осіб (2010) |
| ----------------------- | ---------------------- | ---------------------- |
| Перше Мая, селище       | 15                     | 11                     |
| Покасси, село           | 157                    | 112                    |
| Тарханська Потьма, село | 1113                   | 952                    |